# Niwari
Niwari là một thị xã và là một nagar panchayat của quận Tikamgarh thuộc bang Madhya Pradesh, Ấn Độ.

## Nhân khẩu
Theo điều tra dân số năm 2001 của Ấn Độ, Niwari có dân số 20.711 người. Phái nam chiếm 53% tổng số dân và phái nữ chiếm 47%. Niwari có tỷ lệ 60% biết đọc biết viết, cao hơn tỷ lệ trung bình toàn quốc là 59,5%: tỷ lệ cho phái nam là 69%, và tỷ lệ cho phái nữ là 50%. Tại Niwari, 7% dân số nhỏ hơn 6 tuổi.